# Valldellou
Valldellou (oficial en espanyol Baldellou ) és un municipi i població aragonès que pertany a la comarca de la Llitera. Té una àrea de 30,42 kilòmetres quadrats amb una població de 116 habitants i una densitat del 3,81 hab./km². Està situat a la vora del riu Molí del Pubill.

## Geografia
Valldellou, situat a 460 m d'altitud i amb 143 habitants, segons el cens de 2001, ocupa una extensió de 30,4 kilòmetres quadrats a la comarca de la Llitera Alta. Pertanyent a la província d'Osca, Valdellou és a 129 km de la capital provincial i es troba al peu de la carretera local HU-930 enllaçant amb la N-230 per Castellonroi al sud i Seganta al nord.

### Pobles que estan més a prop
- Castellonroi: És un municipi proper a Valldellou. La festa més popular és el 15 d'agost que és l'Assumpció (patrona d'allà)
- Estopanyà: És una vila i un municipi que té 190 habitants encara que hi ha bastant terreny com per exemple: Seganta, Santa Maria de Soriana... que també forma part d'allà. Les festes populars són el 6 d'agost, que és Sant Salvador (patró d'Estopanyà)
- Camporrells: És un poble bastant petit amb 206 habitant i que pertany també a la comarca de la Llitera. La seva festa local és el 30 de juliol per Sant Abdó
- Natjà: És un poble molt petit que forma part del municipi de Baells, situat a 748 metres d'altitud.[3] La festa local també és el 6 d'agost per Sant Salvador.

## Història
La població apareix documentada per primer cop l'any 1090. La capçalera municipal es troba vora del barranc del Molí del Pubill. La reconquesta d'aquestes terres es deu a Guerau de Pons, vescomte d'Àger, cap a l'any 1092.
El 1194, el seu descendent Ponç Guerau les va entregar a la seva muller Marquesa, filla del comte d'Urgell. Segons A. Castillo Velilla en la seva obra "Rincón de Aragón", el seu nom actual deriva del català "Vall del llop" o "Valle del Lobo", i era propietat del comte de Robres.
El 1443 apareix documentada com "Vall del Llop", agrupant 24 focs el 1495. Aquest terme, i el de Sangarrén, pertanyien als López de Mendoza des del segle xv, essent Bernat Ponts i Turell el primer comte de Robres el 1646, obtingut mitjançant el casament amb la senyora d'aquelles poblacions.
El nucli urbà s'aglutina en un petit promontori que sorgeix d'una depressió àmplia, en territori de secà de la Llitera Alta. Estèticament, és un conjunt urbà notable, en especial la panoràmica de ponent, la placeta que separa l'església romànica i la torre senyorial i els carrers de Baix, Mig i Dalt, plenes de portades datades entre els segles xvi i XX. La més antiga data de 1567.
La seva estructura tancada va prendre cos en el segle xvi, tapant els carrers amb portes defensives. A tocar de l'església, s'hi troba "El Portalet" que fa de magnífic mirador orientat a ponent.
Destaquen en el conjunt "lo Castell", colossal torre de 4 plantes amb bonics vànols que varen construir els comtes de Robres, i el temple de l'Assumpció de Ntra. Senyora pertanyent al romànic de transició, ampliat en el segle xvi, quan es construïren algunes capelles, i amb portalada del segle xix, realitzada el 1808.
Pels voltants es troben els pobles abandonats de Sant Peri, les Llenques, amb l'ermita de Sant Isidre, Salgar i Penella, així com l'ermita romànica de la Verge de Vilavella.
Val la pena visitar les Coves de Salgar, la Cova Obscura en "Font de la Vila", Penya-roia, el Congost -entre Valldellou i Camporrells- i el Pantà de Santa Anna.

## Demografia
| 1900 | 1910 | 1930 | 1940 | 1950 | 1960 | 1970 | 1978 | 1991 | 1996 | 2001 | 2004 |
| ---- | ---- | ---- | ---- | ---- | ---- | ---- | ---- | ---- | ---- | ---- | ---- |
| 738  | -    | -    | -    | 362  | -    | -    | 237  | 170  | 159  | 133  | 129  |

Hi ha hagut un descens de la població a causa del fet que és un poble petit agrícola i com que no hi ha indústria, no hi ha treball i la gent jove ha marxat als pobles més grans o a les ciutats.

## Entitats de població
- Covet, despoblat i antiga torre de Covet.[4]
- La Llenca, casa situada a la dreta de la Noguera Ribagorçana.[5]
- La Penella, despoblat.[6]
- Salgar, despoblat.[7]

## Monuments

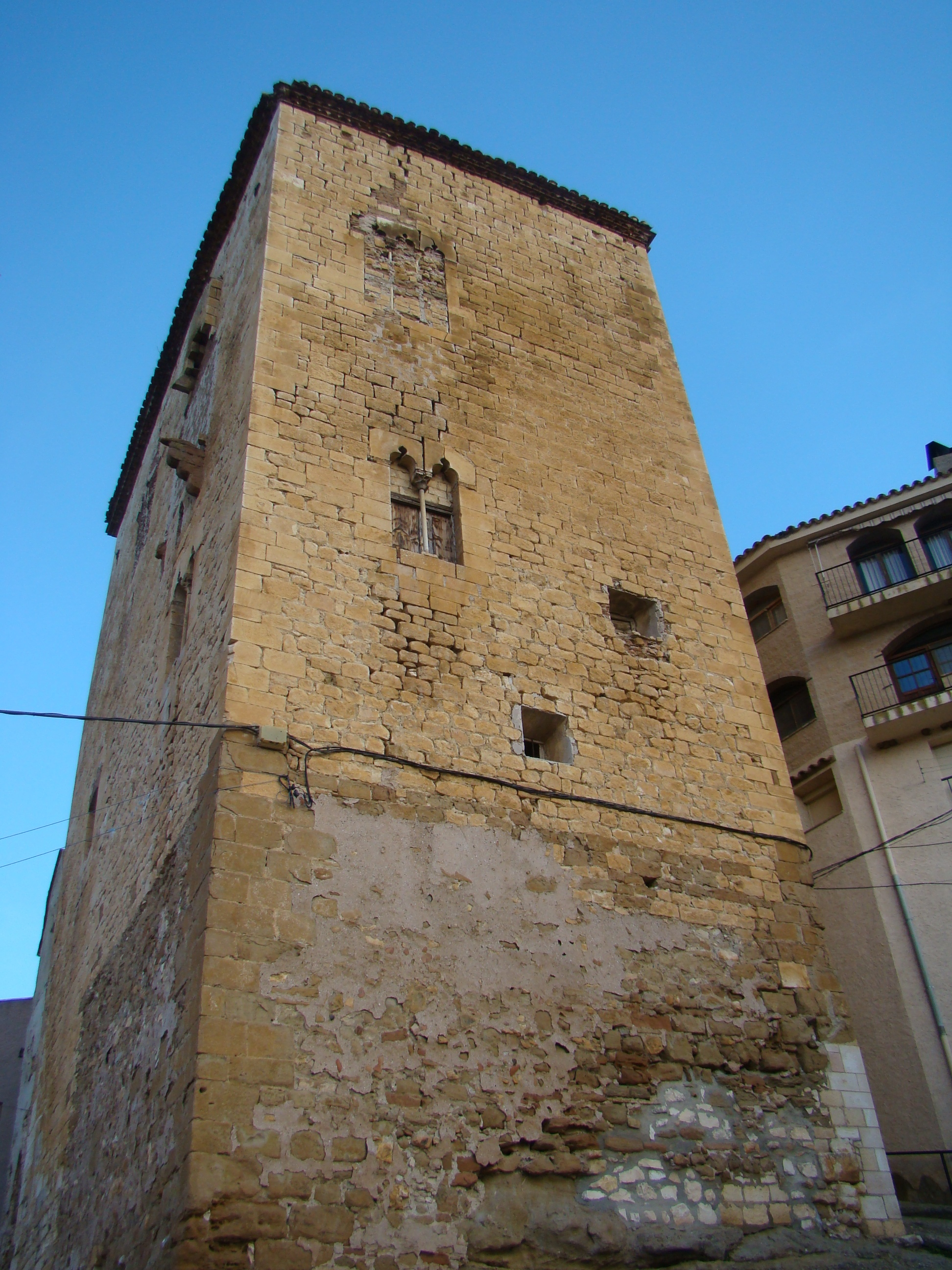
Torre dels Albano

### Monuments religiosos
- Església de l'Assumpció de la Mare de Déu: Entre els edificis més interessants de Baldellou, destaca la bella església romànica de transició (segle xiii), dedicada a l'Assumpció, la planta original és de nau única coberta amb volta de canó apuntat, precedida d'ampli presbiteri, també apuntat i rematada per absis de tambor cobert amb volta de quart d'esfera, realitzada amb carreus d'acurada execució i col·locació.

- Ermita de la Verge de Vilavella:[8] Situada a 1 km del nucli urbà, orientada cap a la població i envoltada de pins, oliveres i ametllers es troba aquesta ermita romànica del segle xii. D'una única nau, conserva 2 bells arcs centrals, però no així la imatge original de la Verge de Vilavella que va ser destruïda durant la Guerra Civil espanyola. Un ampli porxo frontal afegit en èpoques posteriors completa el conjunt.

### Monuments civils
- Torrassa del Pubill: El Torreó del Pubill, és una gran torre senyorial que s'alça sobre un extrem rocós del monticle on s'assenta la vila. És una massissa construcció de carreus que conforma una planta rectangular d'uns catorze per nou metres de costat i gairebé trenta metres d'altura, el mur extern revesteix parcialment les roques de la seva base.

Interiorment, s'estructura en quatre plantes superposades a les quals s'accedeix mitjançant una escala de pedra adossada al mur, els sostres eren volta i decorats, però es troben mig caiguts.

## Festes locals
- Romeries a l'ermita de Vilavella en 20 de gener i 16 d'agost
- Festes de Sant Sebastià (gener)
- L'Assumpció de Nostra Senyora, el 15 d'agost.
- Romeria de Sant Isidre el 15 de maig.

## Gastronomia
Entre els plats més interessants a degustar mereixen especial renom:
- El recapte d'adob.
- El tomàquet amb ou.
- El pollastre a la cassola.

Si es visita el poble, és recomanable adquirir alguna de les delícies locals: la llonganissa seca, els "bullets" o els "panadons" de mel, de carabassa o d'espinacs.